# Consiglio di rappresentanza regionale
Il Consiglio di rappresentanza regionale (in indonesiano: Dewan Perwakilan Daerah Republik Indonesia) è la camera alta del parlamento bicamerale dell'Indonesia. L'altro ramo è la camera bassa Camera dei rappresentanti del popolo (Dewan Perwakilan Rakyat Republik Indonesia). È parte dell'Assemblea deliberativa del popolo.